# Wrząca (Pabianice)
Pour les articles homonymes, voir Wrząca.
Wrząca (prononciation [ˈvʐɔnt͡sa]) est un village de la gmina de Lutomiersk, du powiat de Pabianice, dans la voïvodie de Łódź, situé dans le centre de la Pologne.
Il se situe à environ 2 kilomètres à l'est de Lutomiersk (siège de la gmina), 16 kilomètres au nord-ouest de Pabianice (siège du powiat) et 18 kilomètres à l'ouest de Łódź (capitale de la voïvodie).

## Administration
De 1975 à 1998, le village était attaché administrativement à l'ancienne voïvodie de Sieradz.

Depuis 1999, il fait partie de la nouvelle voïvodie de Łódź.